# Адријан Комнин
Адријан Комнин (грч. Αδριανος Κομνηνος, лит. Адрианос Комненос, лат. Адрианус Комненус) је био византијски аристократа и генерал, млађи брат цара Алексија I Комнина (1081—1118). Уздигнут на положај протосеваста и заповедника западних војски, учествовао је у походима против норманских освајача предвођених Робертом Гвискаром и Боемундом Таретнским и у нападима на Печенеге. Командовао је франачким контингентом у катастрофалној бици код Дрстре.

## Биографија
Адријан Комнин је био четврти и претпоследњи син генерала Јована Комнина, млађег брата цара Исака I Комнина (1057—1059) и Ане Даласине. Према историчару Нићифору Вријенију, Ана је после очеве смрти поверила Адријана и његовог млађег брата Нићифора учитељима, који су им дали енциклопедијско образовање.
По Алексијевом ступања на престо 1081. године, Адријану је додељено ново достојанство протосеваста и приноси полуострва Касандра на Халкидикију. Поверене су му и војне команде у походима 1082 - 1083 против Нормана Роберта Гвискара и Боемонда у Тесалији. Године 1086. наследио је Грегорија Пакоријана на месту заповедника западних војски, а 1087. борио се у бици код Дистре против Печенега командовао је франачким најамничким контингентом, у византијском центру. Битка је завршена катастрофалним поразом, а Адријан се за длаку спасао.4 У "Алексијади" се тврди да је учествовао у походу на Печенеге 1091. године (заједно са протоестратором Михаилом Дуком, надгледао је изградњу моста преко реке Еврос). ), али се не помиње да се борио у одлучујућој бици код Левунија.
Убрзо након тога, Адријан је имао велике несугласице са својим старијим братом, севастократор Исак је тврдио да је Адријан одговоран за оптужбе за заверу против цара које су изнете против његовог сина Јована, гувернера Драча. Године 1094. Адријан је председавао судом који је судио Нићифору Диогену, сину цара Романа IV Диогена (1068—1071) који је покушао да изврши атентат на цара. Исте године појављује се као учесник синода који је осудио Лава Халкидонског. Датум његове смрти је неизвестан: општеприхваћени датум потиче из рукописа који указује да се повукао у манастир под именом Јован и да је умро 16. априла 1105. године. Василије Скоулатос, међутим, сумња у истинитост овог податка, пошто се Адријаново име не појављује на списку мртвих у типикону Кехаритомен (написаном око 1118), али се појављује у типикону Пантократор из 1136. Тако Скоулатос поставља Адријановоу смрт између 1118. и 1136.

## Породица
Адријан се оженио порфирогеном принцезом Зојом Дука, трећом ћерком цара Константина X Дуке (1059—1067) и царице Евдокије Макремволитисе.7 Неки стручњаци, укључујући Пола Магдалина, Жан-Клода Шејнеа и Константина Варзоса, поистовећују Адријана и Зое са Јованом Комнином и Аном. „од Дука“ (претпоставља се да је Зојино монашко име) који се помињу на гробним натписима у цркви Памакаристо у Константинопољу као ктитори цркве, заједно са њиховим потомцима.9 Из тога проистиче да су, деца Адријана и Зое били: 10
- Евдокија Комнина, која се удала за Алексија Тарханиота;
- Андроник Комнин, који се оженио Евдокијом Дука;
- Алексије Комнин, Севаст. Био је верен са Иреном Аксухин и оженио се Иреном Синадин:  њихова ћерка је била Ана Комнина, удата за Алексија Палеолога (рођена око 1100); са којим је имала сина Ђорђа Палеолога (1125—1267), ожењен принцезом Аспасом од Осетије (кћерком краља Давида IV од Осетије);  њихова ћерка била је Ирена Палеолог, удата за византијског цара Исака II Анђела (1185—1195; 1203-1204)
- Адријан Коммнин, монах